# Öregcsertő
Öregcsertő es un pueblo ubicado en el distrito de Kalocsa, en el condado de Bács-Kiskun, Hungría.

## Superficie
Posee una superficie de 43,06 kilómetros cuadrados.

## Demografía
Hasta 2019 la población era de 727 habitantes, con una densidad de población de 16,88 habitantes por kilómetro cuadrado.